# Proud Like a God
Proud Like a God este albumul de debut al formației Guano Apes.

## Melodii
- 1."Open Your Eyes" – 3:09
- 2."Maria" – 3:47
- 3."Rain" – 4:35
- 4."Lords of the Boards" – 3:42
- 5."Crossing the Deadline" – 3:25
- 6."We Use the Pain" – 2:32
- 7."Never Born" – 5:17
- 8."Wash It Down" – 3:06
- 9."Scapegoat" – 3:22
- 10."Get Busy" – 3:25
- 11."Suzie" – 2:53
- 12."Tribute" – 9:14
- 13."Move a Little Closer" (hidden track)